# Garfield Kart
Garfield Kart est un jeu de course de kart édité par Microids et développé par Artefacts Studio. Le jeu est basé sur The Garfield Show, qui est basé sur la bande dessinée américaine Garfield. Le créateur de Garfield, Jim Davis, était le producteur exécutif. Le jeu est sorti pour Microsoft Windows, Macintosh et Nintendo 3DS, iOS et Android. Les versions iOS et Android ne sont plus disponibles.

## Système de jeu
Garfield Kart est un jeu de course de kart similaire à la série Mario Kart. Le joueur peut concourir sur différentes pistes, collecter des objets et des bonus qui interfèrent avec les autres coureurs. Les joueurs peuvent également personnaliser leurs véhicules et jouer en ligne, bien que la fonctionnalité en ligne ne soit disponible que sur Windows,. Le joueur peut choisir huit personnages, mais seuls Garfield et Jon sont disponibles dans un premier temps, les autres devant être débloqués. Il y a des défis quotidiens que le joueur peut relever, ce qui lui donnera des options pour personnaliser son véhicule.
Le joueur a le choix entre trois coupes : Lasagne, Pizza et Hamburger. Il y a aussi la coupe de Crème Glacée cachée, qui est déverrouillée en complétant toutes les autres coupes en difficulté 150cc. Chaque coupe contient quatre cartes, pour seize au total. Le joueur a également le choix entre trois difficultés : 50cc, 100cc et 150cc. La Lasagna Cup est toujours gratuite et la Pizza Cup est gratuite pour 50cc, mais pour les 100cc et 150cc, le joueur doit déverrouiller les coupes ou peut payer pour les essayer en utilisant des pièces en jeu.

## Accueil
Garfield Kart a reçu un accueil principalement négatif de la part des critiques en raison de ce que la presse a appelée un gameplay sans imagination, une faible valeur de production et des mécanismes mal conçus. Cependant, le jeu a reçu un accueil très positif dans les avis des utilisateurs sur Steam et d'autres plateformes, probablement parce que le jeu est devenu un mème Internet.
Dans sa critique, Nintendo Life a attribué à Garfield Kart une note de 3/10 tout en le décrivant comme « un jeu de Kart fade et horriblement déséquilibré ». Hardcore Gamer a donné à Garfield Kart une note de 1,5, critiquant le jeu comme « absolument épouvantable ».

## Suite
Le 30 juillet 2019, il a été annoncé que Garfield Kart obtiendrait une suite intitulée Garfield Kart: Furious Racing. Le jeu est sorti le 7 novembre 2019 pour Windows et Macintosh (Steam) et le 19 novembre 2019 pour Nintendo Switch, PlayStation 4 et Xbox One.